# Ludovic-Henri-Marie-Ixile Julien-Laferrière
Ludovic-Henri-Marie-Ixile Julien-Laferrière (* 7. September 1838 in Paris; † 12. August 1896 ebenda) war ein französischer Geistlicher und römisch-katholischer Bischof von Constantine-Hippone.

## Leben

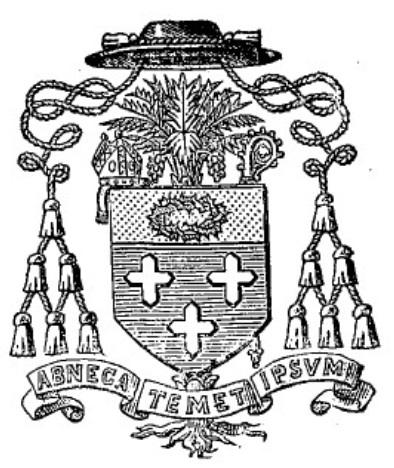
Bischofswappen mit Wahlspruch Abnega temet ipsum („Verleugne dich selbst“, nach)

Ludovic-Henri-Marie-Ixile Julien-Laferrière empfing am 11. April 1868 in Rom das Sakrament der Priesterweihe.
Am 29. Januar 1894 wurde er zum Bischof von Constantine-Hippone ernannt und am 18. Mai desselben Jahres präkonisiert. Die Bischofsweihe spendete ihm am 25. Juli 1894 in der Chapelle Saint-Vincent-de-Paul in Paris der Bischof von La Rochelle, François-Joseph-Edwin Bonnefoy; Mitkonsekratoren waren der Titularbischof von Ierichus, Etienne-Marie Potron OFM, und der Bischof von Amiens, René-François Renou.
Bischof Julien-Laferrière blieb bis zu seinem Tod am 12. August 1896 als Bischof im Amt.